# Kobusynaptops verrucosus
Kobusynaptops verrucosus is een keversoort uit de familie bladrolkevers (Attelabidae). De wetenschappelijke naam van de soort werd in 2007 gepubliceerd door Andrei Aleksandrovich Legalov & X. Zhang.